# Plutzer (Gefäß)

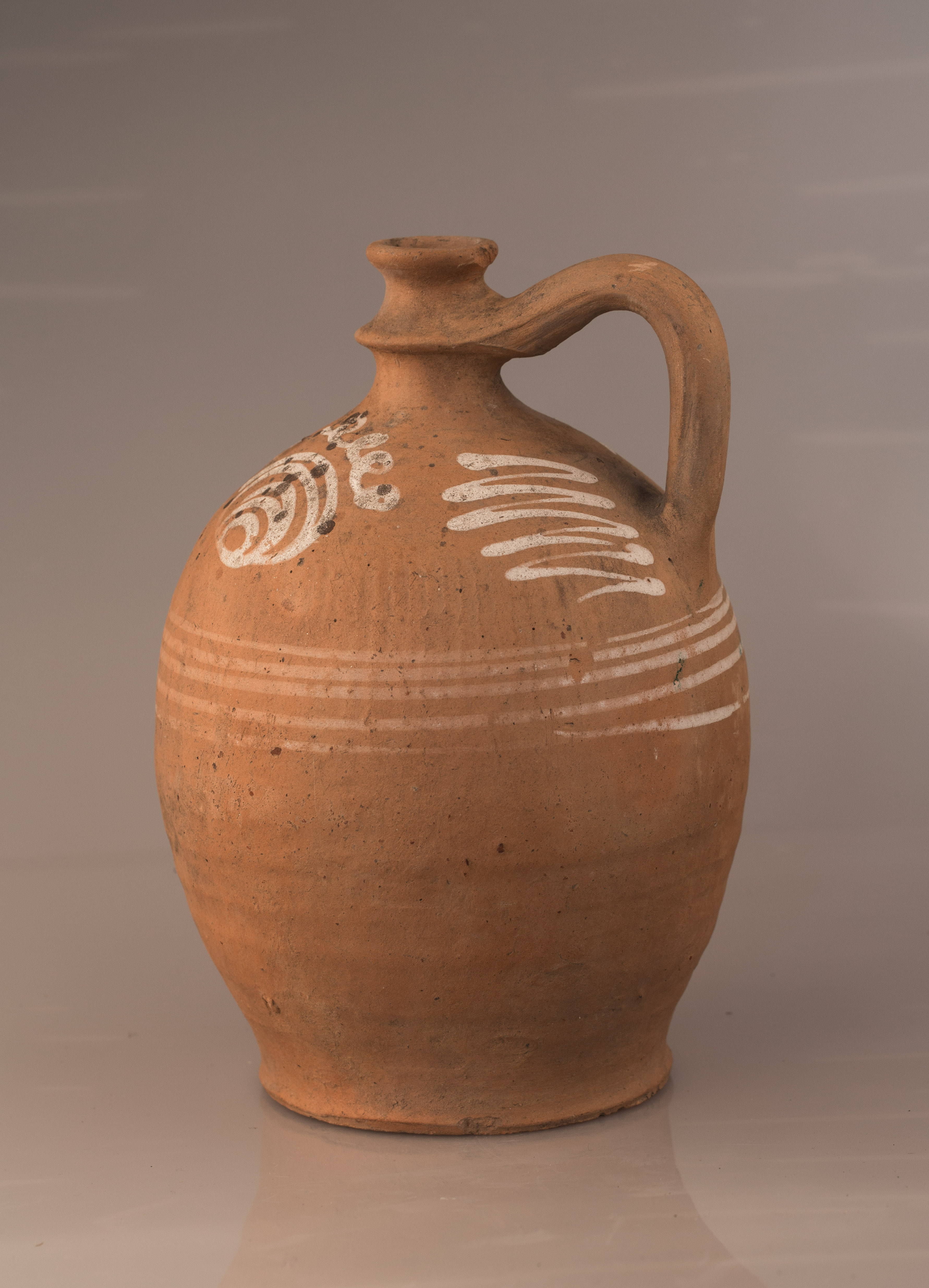

Ein Plutzer ist ein großer kugelförmiger Tonkrug mit enger, kurzhalsiger Ausgießöffnung, die vom Henkelansatz umfasst wird. Lokal werden auch ähnlich geformte Glasballons zur Aufbewahrung von Edelbrand so bezeichnet.
Seit der Antike werden Blutzer zur Kühlung des Schnittertrunkes herangezogen. Durch teilweise Verdunstung des Inhalts über die unglasierte Tonwand wird dem Getränk Wärme entzogen.